# CWC15
CWC15 (англ. CWC15 spliceosome associated protein homolog) – білок, який кодується однойменним геном, розташованим у людей на короткому плечі 11-ї хромосоми. Довжина поліпептидного ланцюга білка становить 229 амінокислот, а молекулярна маса — 26 624.
| 10         |  | 20         |  | 30         |  | 40         |  | 50         |
| ---------- |  | ---------- |  | ---------- |  | ---------- |  | ---------- |
| MTTAARPTFE |  | PARGGRGKGE |  | GDLSQLSKQY |  | SSRDLPSHTK |  | IKYRQTTQDA |
| PEEVRNRDFR |  | RELEERERAA |  | AREKNRDRPT |  | REHTTSSSVS |  | KKPRLDQIPA |
| ANLDADDPLT |  | DEEDEDFEEE |  | SDDDDTAALL |  | AELEKIKKER |  | AEEQARKEQE |
| QKAEEERIRM |  | ENILSGNPLL |  | NLTGPSQPQA |  | NFKVKRRWDD |  | DVVFKNCAKG |
| VDDQKKDKRF |  | VNDTLRSEFH |  | KKFMEKYIK  |  |            |  |            |

A: Аланін

C: Цистеїн

D: Аспарагінова кислота

E: Глутамінова кислота

F: Фенілаланін

G: Гліцин

H: Гістидин

I: Ізолейцин

K: Лізин

L: Лейцин

M: Метіонін

N: Аспарагін

P: Пролін

Q: Глутамін

R: Аргінін

S: Серин

T: Треонін

V: Валін

W: Триптофан

Кодований геном білок за функцією належить до фосфопротеїнів. 
Задіяний у таких біологічних процесах, як процесинг мРНК, сплайсинг мРНК, ацетилювання. 
Локалізований у ядрі.